# Parcs naturals del País Valencià

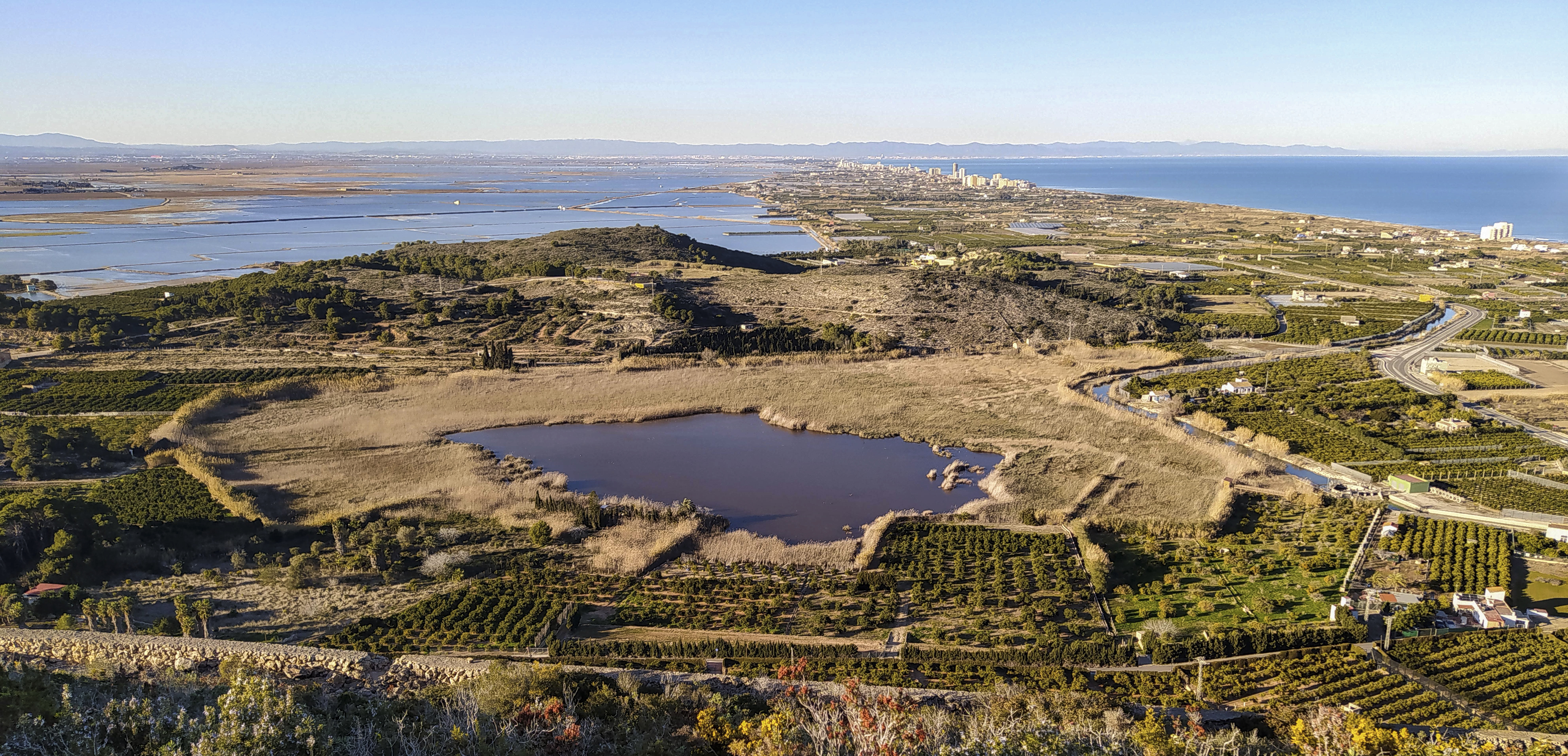
Parc Natural de l'Albufera de València

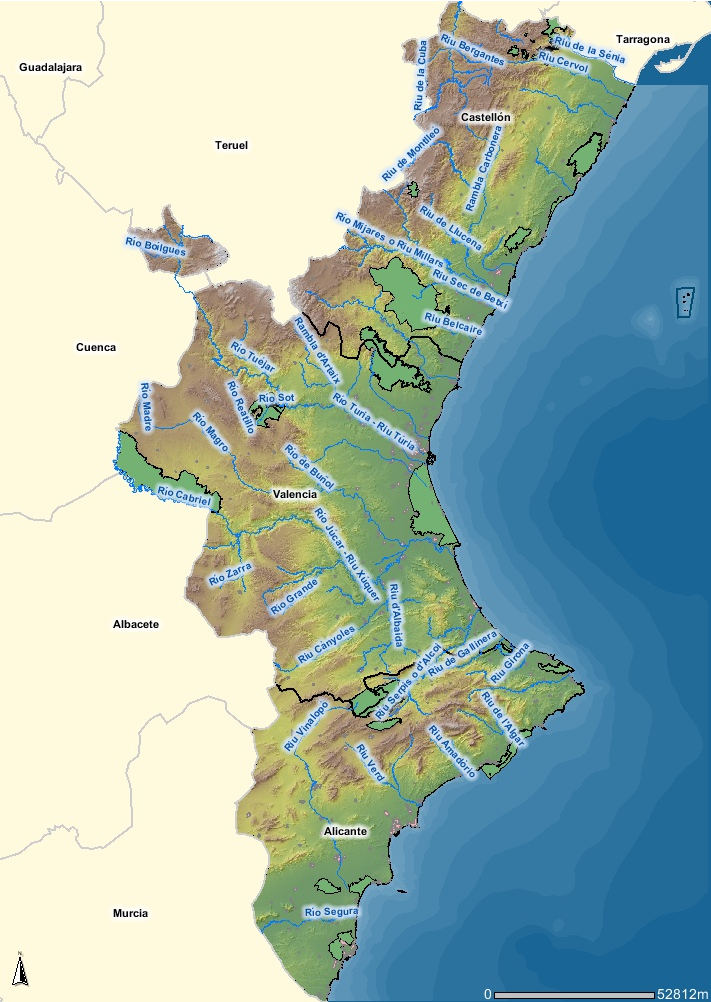
Parcs Naturals del País Valencià

La Generalitat, amb la llei 11/94 de 27 de desembre sobre Espais Naturals Protegits de la Comunitat Valenciana, estableix la categoria de Parc natural i els defineix com a àrees naturals poc transformades per l'acció humana, la conservació dels quals mereix una atenció preferent per part de la Generalitat Valenciana, que concedeix aquesta figura legal, i es consideren adequats per a la seva integració en xarxes nacionals o internacionals d'espais protegits. Els parcs naturals són àrees naturals representatives pels seus ecosistemes o a la singularitat de la seva flora, la seva fauna, o de les seves formacions geomorfològiques, o bé a la bellesa dels seus paisatges, posseïxen uns valors ecològics, educatius, culturals o estètics.
Les activitats a realitzar s'orientaran cap als usos tradicionals agrícoles, ramaders i silvícoles, i a l'aprofitament de les produccions compatibles amb les finalitats que van motivar la declaració, així com a la seva visita i gaudi amb les limitacions necessàries per a garantir la protecció i les activitats pròpies de la gestió de l'espai protegit. Els altres usos podran ser objecte d'exclusió en la mesura que entrin en conflicte amb els valors que es pretengui protegir.
El primer parc natural valencià fou L'Albufera, declarat en 1986.